# ألبرت إتش تايلور
ألبرت إتش تايلور (بالإنجليزية: Albert H. Taylor) هو مهندس أمريكي، ولد في 1879 في شيكاغو في الولايات المتحدة، وتوفي في 11 ديسمبر 1961 في لوس أنجلوس في الولايات المتحدة.

## وصلات خارجية
- ألبرت إتش تايلور على موقع الموسوعة البريطانية (الإنجليزية)